# Францішек Влад
Францішек Северин Влад (пол. Franciszek Seweryn Wład; 17 жовтня 1888, Отинія — 18 вересня 1939, Янушев) — польський офіцер, бригадний генерал.

## Біографія
У 1907 році він закінчив Кадетський корпус у Кошицях і розпочав службу в Імператорській та Королівській армії. Під час Першої світової війни, будучи командиром роти, він брав участь, серед іншого, у боях проти російської армії в Галичині, де був захоплений у полон у 1914 році. Депортований до Сибіру, він утік з полону та дістався Англії через Китай, Японію та Сполучені Штати. У 1916 році, після обміну військовополоненими, повернувся до Імператорської та Королівської армії та воював на Італійському фронті.
29 листопада 1918 року разом з Тадеушем Кутшебою був прийнятий до Польської армії з підтвердженим званням капітана та призначений до Генерального штабу. Під час війни з більшовиками обіймав штабні посади. З 1919 по 1921 рік навчався у французькій Вищій воєнній школі  у Парижі разом з Тадеушем Каспшицьким та Яном Садовським. Після закінчення навчання, 1 вересня 1921 року, він отримав диплом французького Генерального штабу. Після повернення до Польщі його було призначено до III департаменту Генерального штабу. У січні 1923 року міністр військових справ, за проханням начальника Генерального штабу, надав йому повну кваліфікацію для служби на посадах Генерального штабу.
15 жовтня 1926 року він прийняв командування 1-м Підгальським стрілецьким полком у Новому Сончі. 18 березня 1927 року його було призначено командиром піхоти дивізії 25-ї піхотної дивізії в Каліші, а 28 жовтня 1930 року — командиром 14-ї Великопольської піхотної дивізії в Познані. 
В оборонній війні 1939 року він командував 14-ю піхотною дивізією, що входила до складу армії «Познань». Під час битви на Бзурі, в ніч з 15 на 16 вересня, він розформував дивізію та наказав частинам прорватися до Варшави разом з групою генерала Тадеуша Кутшеби.
Влад разом зі своїм штабом та залишками 58-го піхотного полку вирішив пробитися через Бзуру з боєм. 17 вересня його підрозділ був атакований сильним вогнем німецької артилерії в лісах поблизу Ілова на річці Бзура. Генерал був важко поранений у голову. Він помер у лісничому Янушеві біля Каміона. Перед смертю він встиг продиктувати листа дружині: «Я думаю про тебе, я присвячую себе Польщі. Поховай нашого сина, хороброго поляка. Я зізнався. Франк». Оригінал листа виставлений у Музеї Сохачевської землі та поля битви на Бзурі в Сохачеві.
Його поховали на подвір’ї церкви в Ілуві. Після війни його прах було ексгумовано та поховано на військовому цвинтарі Повонзки у Варшаві (ділянка A21-півколо-1/2).

## Сім'я
Він був одружений з Лаурою Влодзімірською та мав сина, Здзіслава Марціна.

## Звання
- Лейтенант (1910)
- Оберлейтенант (1914)
- Гауптман (1917)
- Майор (19 лютого 1921)
- Підполковник (3 травня 1922 зі старшинством від 1 червня 1919 і 163-м місцем в корпусі офіцерів піхоти)
- Полковник (1 грудня 1924 зі старшинством від 15 серпня 1924 і 29-м місцем в корпусі офіцерів піхоти)
- Бригадний генерал (21 грудня 1932 зі старшинством від 1 січня 1933 і 1-м місцем в корпусі генералів)

## Нагороди
- Virtuti Militari
  - срібний хрест (№5255; 1922)[3]
  - золотий хрест (№140)
- Хрест Хоробрих — нагороджений 4 рази (перші 2 рази в 1922)[4][5].
- Орден Почесного легіону (Франція)
  - кавалерський хрест (1923)[4]
  - командорський хрест (1936)[6]
- Орден Академічних пальм, офіцерський хрест (Франція; 1924)[7]
- Орден Корони Румунії, командорський хрест (1924)[7]
- Орден Відродження Польщі
  - офіцерський хрест (30 квітня 1925)
  - командорський хрест
- Орден Меча, командорський хрест (Швеція; 1925)[8][9]
- Пам'ятна медаль учаснику війни 1918-1921 років
- Медаль «Десятиліття здобутої незалежності»
- Державний спортивний знак
- Медаль «Десятиріччя війни за незалежність» (Латвія; 1929)[10]
- Золотий хрест Заслуги (18 березня 1932)[11]

## Вшанування пам'яті
З 1970-х років вулиця в Ілуві, якою загиблого генерала перевозили до місця поховання в місцевій церкві, носить його ім'я. Також на його честь названо вулицю в районі П'ятково в Познані.
Його ім'я згадується на пам'ятній дошці, встановленій у костелі Святого Казимира в Новому Сончі в 1988 році на честь командирів 1-го Підгальського стрілецького полку.
З 2004 року початкова школа в Каміоні носить ім'я бригадного генерала Францішека Влада, де його пам'ять увічнено обеліском.
З 26 липня 2008 року Великопольська школа унтерофіцерів Сухопутних військ у Познані носить ім'я бригадного генерала Францішека Северина Влада.

## Галерея

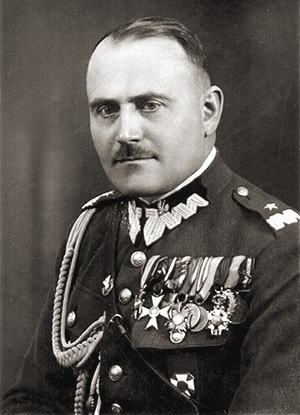
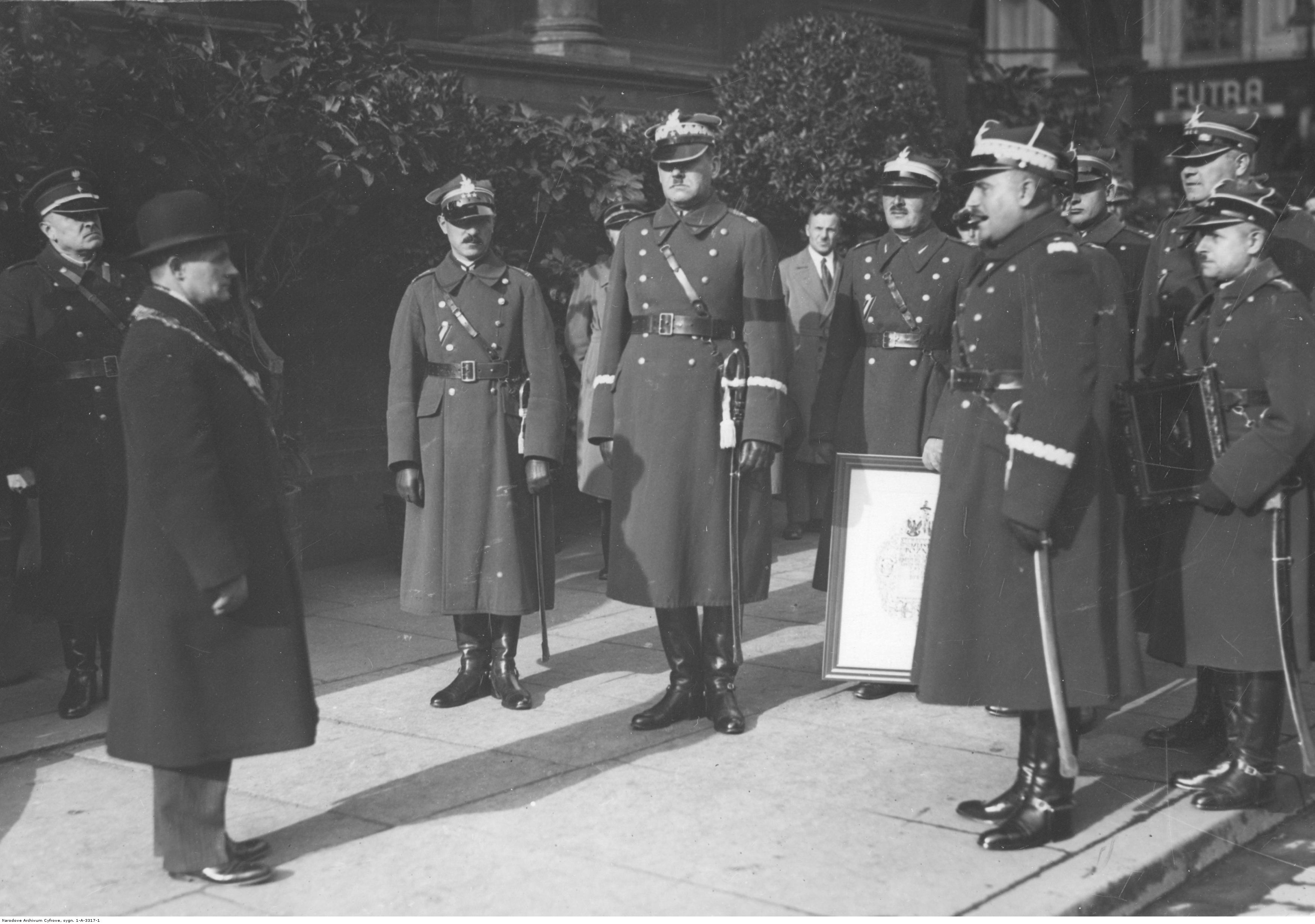
Влад виголошує промову під час вручення почесного знака 14-ї піхотної дивізії з нагоди 15-ї річниці дивізії в Познані.
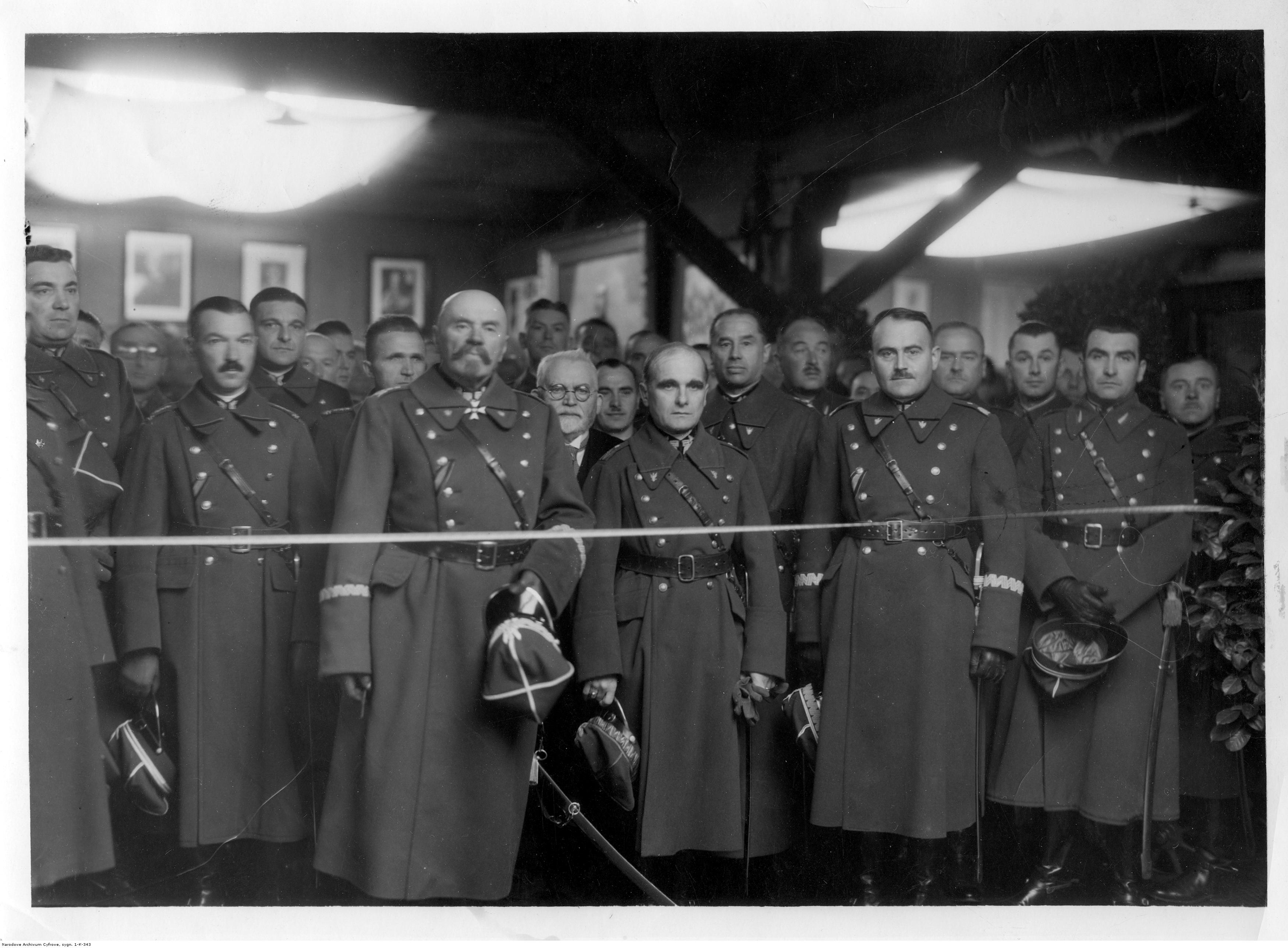
Влад (другий праворуч в першому ряді) з офіцерами 55-го піхотного полку в Познані.
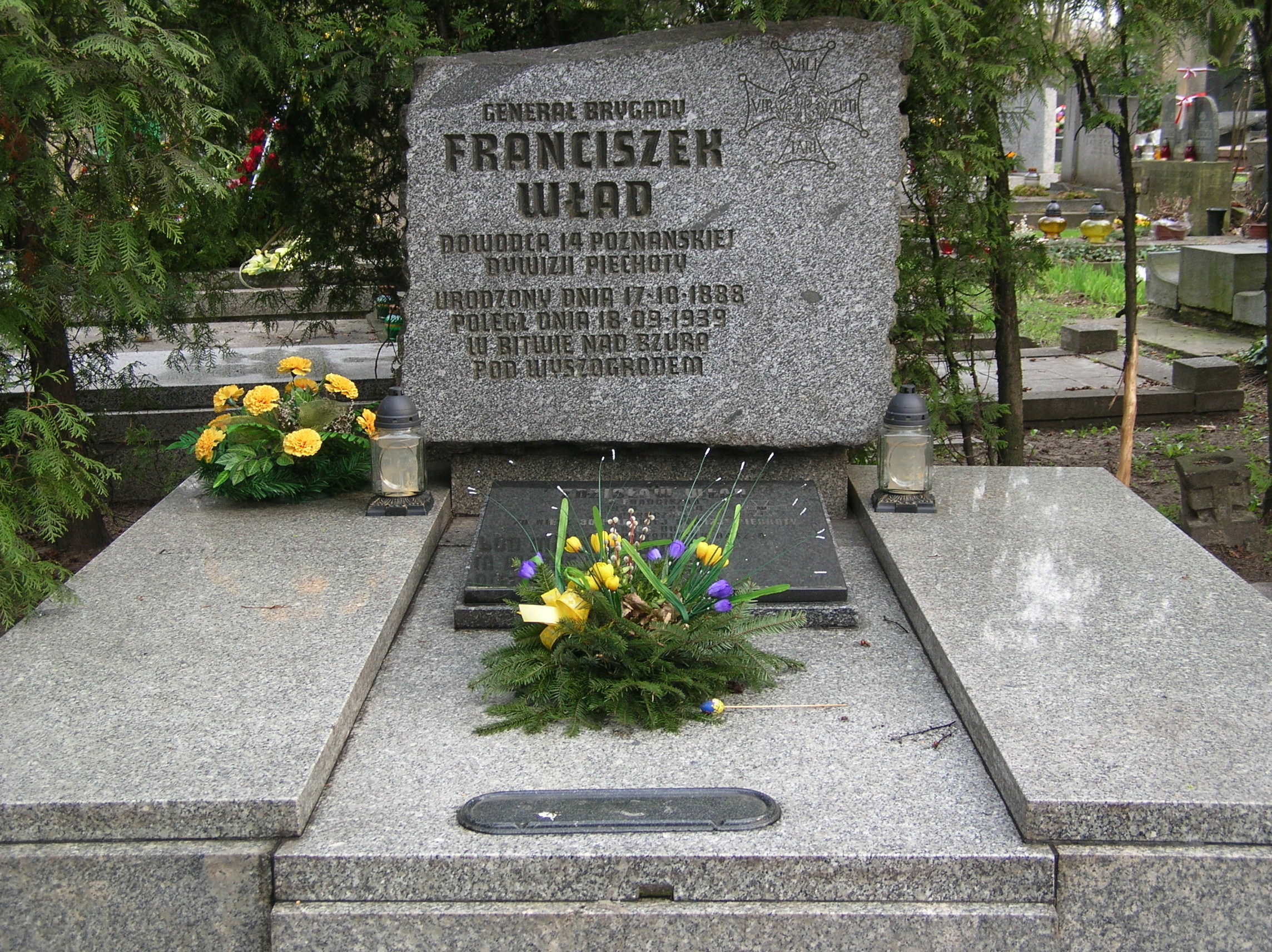
Могила Влада.